# Bloodline Champions
Bloodline Champions (BLC) — PVP гра на арені в стилі RPG. Розроблена шведською компанією Stunlock Studios і розповсюджується Funcom з використанням Microsoft XNA. Гра виграла багато нагород, зокрема "гра року" в Swedish Game Awards 2009. Офіційно запущена 13 січня 2011 року.
Гра безкоштовна, проте є Champion Edition 29,99$ і Titan Edition 89,99$. На безкоштовному акаунті є доступно лише 4 випадкові герої, але за 17000 внутрішньоігрових копійок можна розблокувати нового. Також за копійки можна змінювати зовнішній вигляд героїв. В платних версіях розблоковані всі 20 героїв і ще є всякі бонуси.
В цій грі, гравці є розділені на дві команди, "гарячу" і "холодну" (Warm and Cold), аж до п'яти гравців в одній команді. Ціль гри варіюється, залежно від обраного типу гри.

## Геймплей
Гра побудована на битвах на арені між двома командами. Спочатку всі гравці обирають собі героїв, якими будуть воювати. Є чотири типи героїв: танк, лікар, дальнього бою, ближнього бою. На сьогодні в кожній з цих гілок є по 5 різних героїв з різними можливостями. Кожен з героїв має сім вмінь. Використовуючи їх активується глобальна перезарядка. Управління героєм просте і в всіх однакове: wasd - переміщення, q,e,r,f,space,ЛКМ,ПКМ - вміння. В грі немає ніякої мани, єдине є енергія, яка накопичується, коли битися і коли досягає 100, можна використати найкрутіший удар, гаряча клавіша f. Ще кожен герой має два медальйони, активуються клавішами F1 і F2, один дає регенерацію життя протягом певного проміжку часу, а другий або телепортацію або оживлення союзника, залежно від типу гри.

## Типи гри
Захопити прапорець - в кожної з команд на базі по мітці, виграє команда, яка заносить до себе дві мітки і утримує протягом 10 секунд.
Замочити всіх - просто виграти вбивши всіх гравців команди опонента.
Контроль території - на карті два або три місця, які треба захопити, що відключить відродження, після чого перебити опонента.